# Covelo (Kalifornien)
Covelo ist ein census-designated place (CDP) im Mendocino County im US-Bundesstaat Kalifornien Ein Teil der Stadt liegt im Round Valley Indianerreservat. Gemäß dem Zensus von 2020 hat die Stadt 1.394 Einwohner. Die Stadt liegt 426 m über dem Meeresspiegel und liegt 23 km ostnordöstlich von Laytonville.

## Geschichte
Covelo begann 1860, mit der Eröffnung des ersten Ladens der Stadt. Das Postamt wurde 1970 eröffnet. Einige Quellen behaupten, es sei nach einem Dorf in der Schweiz benannt. Es gibt jedoch kein Dorf mit diesem Namen in der Schweiz. Covelo ist möglicherweise eine falsche Schreibweise von Covolo, eine Festung in Pederobba, Venetien, Italien, nah an der Schweiz. Andererseits könnte es nach Covelo benannt sein, einem dorf in Galicien, Spanien. Es gibt auch ein Covello in der Basilikata im Süden Italiens.

## Klima
|                       | Jan  | Feb  | Mär  | Apr  | Mai  | Jun  | Jul  | Aug  | Sep  | Okt  | Nov  | Dez  |   |         |
| Mittl. Tagesmax. (°C) | 11,3 | 14,1 | 16,7 | 20,1 | 24,6 | 29,2 | 34,2 | 33,7 | 31,2 | 24,2 | 15,5 | 10,9 | ⌀ | 22,2    |
| Rekordmaximum (°C)    | 26   | 28   | 31   | 34   | 40   | 42   | 46   | 46   | 46   | 40   | 31   | 24   | ᐃ | 0       |
| Mittl. Tagesmin. (°C) | −0,9 | 0,4  | 1,7  | 3    | 6    | 8,4  | 10,9 | 9,8  | 7    | 3,9  | 1,3  | −0,1 | ⌀ | 4,3     |
| Rekordminimum (°C)    | −14  | −12  | −8   | −6   | −3   | −1   | 3    | 3    | −2   | −8   | −10  | −23  | ᐁ | 0       |
|                       |      |      |      |      |      |      |      |      |      |      |      |      |   |         |
| Niederschlag (mm)     | 208  | 168  | 141  | 66   | 35   | 11   | 1,3  | 6,6  | 14   | 64   | 140  | 201  | Σ | 1.055,9 |

| −0,9 |

| 0,4 |

| 1,7 |

| 3 |

| 6 |

| 8,4 |

| 10,9 |

| 9,8 |

| 7 |

| 3,9 |

| 1,3 |

| −0,1 |

| −0,9 |

| 0,4 |

| 1,7 |

| 3 |

| 6 |

| 8,4 |

| 10,9 |

| 9,8 |

| 7 |

| 3,9 |

| 1,3 |

| −0,1 |

## Einwohnerentwicklung
| Ethnische und rassische Zusammensetzung           | 2000    | 2010    | 2020    |
| ------------------------------------------------- | ------- | ------- | ------- |
| Hispanisch oder Latino (unabhängig von der Rasse) | 8,09 %  | 12,99 % | 35,01 % |
| Weiß (nicht-hispanisch)                           | 48,26 % | 43,35 % | 33,86 % |
| Indianer (nicht-hispanisch)                       | 36,6 %  | 35,78 % | 24,46 % |
| Zwei oder mehr Rassen (nicht-hispanisch)          | 5,96 %  | 6,14 %  | 6,1 %   |
| Andere (nicht-hispanisch)                         | 0,0 %   | 0,24 %  | 0,36 %  |
| Schwarz oder Afroamerikanisch (nicht-hispanisch)  | 0,77 %  | 1,04 %  | 0,07 %  |
| Asiatisch (nicht-hispanisch)                      | 0,34 %  | 0,48 %  | 0,07 %  |
| Pazifischer Insulaner (nicht-hispanisch)          | 0,0 %   | 0,0 %   | 0,07 %  |

## Bildung
In Covelo befinden sich die Round Valley Elementary School und die Round Valley High School. Außerdem gibt es eine Charterschule: die Eel River Charter School.